# Devarayanadurga State Forest, Tumkur
Devarayanadurga State Forest là một làng thuộc tehsil Tumkur, huyện Tumkur, bang Karnataka, Ấn Độ.